# Classica di San Sebastián 2014
La Classica di San Sebastián 2014, trentaquattresima edizione della corsa e valevole come diciannovesima prova dell'UCI World Tour 2014, si svolse il 2 agosto 2014, per un percorso totale di 219,2 km. Fu vinta dallo spagnolo Alejandro Valverde, al traguardo con il tempo di 5h31'11", alla media di 39,712 km/h.
Al traguardo 95 ciclisti portarono a termine la gara.

## Squadre partecipanti
| N.    | Cod. | Squadra                 |
| ----- | ---- | ----------------------- |
| 1-8   | LTB  | Lotto-Belisol           |
| 11-18 | OPQ  | Omega Pharma-Quickstep  |
| 21-28 | MOV  | Movistar Team           |
| 31-38 | TCS  | Tinkoff-Saxo            |
| 41-48 | ALM  | AG2R La Mondiale        |
| 51-58 | KAT  | Team Katusha            |
| 61-68 | BMC  | BMC Racing Team         |
| 71-78 | BEL  | Belkin Pro Cycling Team |
| 81-88 | SKY  | Team Sky                |
| 91-98 | TFR  | Trek Factory Racing     |

| N.      | Cod. | Squadra                |
| ------- | ---- | ---------------------- |
| 101-108 | LAM  | Lampre-Merida          |
| 111-118 | OGE  | Orica-GreenEDGE        |
| 121-128 | GRS  | Garmin-Sharp           |
| 131-138 | GIA  | Team Giant-Shimano     |
| 141-148 | AST  | Astana Pro Team        |
| 151-158 | CAN  | Cannondale             |
| 161-168 | FDJ  | FDJ.fr                 |
| 171-178 | EUC  | Team Europcar          |
| 181-188 | CJR  | Caja Rural-Seguros RGA |

## Resoconto degli eventi
I favoriti alla vigilia sono gli spagnoli Alejandro Valverde e Joaquim Rodríguez, e gli stranieri Peter Sagan, Philippe Gilbert e Tony Gallopin, vincitore uscente. La gara è molto dura e corsa ad alti ritmi fin dall'inizio, e questo, unito al gran caldo, costringe al ritiro molti corridori, fra cui Sagan e Gilbert i quali salgono in ammiraglia durante la scalata dell'Alto de Iturburu.
Prima della seconda ascesa all'Alto de Jaizkibel, viene ripreso lo spagnolo Amets Txurruka che era andato in fuga solitaria. A pochi chilometri dallo scollinamento c'è un nuovo attacco a cui però non viene lasciato molto spazio, anche grazie al lavoro degli uomini del Team Sky. La corsa esplode definitivamente sull'ultimo strappo, il Bordako Tontorra (2,5 km con punte del 20%): dopo una serie di scaramucce, restano in cinque: Mikel Nieve, Joaquim Rodríguez, Alejandro Valverde, Adam Yates e Bauke Mollema.
Dopo lo scollinamento è Valverde che piazza lo scatto decisivo in discesa quando mancano poco meno di quattro chilometri al traguardo, Yates prova a seguirlo ma cade, mentre gli altri restano a guardarsi indecisi sul da fare. Valverde conquista il successo, a sei anni dall'ultima vittoria; Mollema vince la volata dei battuti, giunti a quattordici secondi, mentre Rodríguez chiude terzo davanti a Nieve.

## Ordine d'arrivo (Top 10)
| Pos. | Corridore          | Squadra       | Tempo    |
| ---- | ------------------ | ------------- | -------- |
| 1    | Alejandro Valverde | Movistar      | 5h31'11" |
| 2    | Bauke Mollema      | Belkin        | a 14"    |
| 3    | Joaquim Rodríguez  | Katusha       | s.t.     |
| 4    | Mikel Nieve        | Sky           | s.t.     |
| 5    | Tony Gallopin      | Lotto-Belisol | a 26"    |
| 6    | Jelle Vanendert    | Lotto-Belisol | s.t.     |
| 7    | Haimar Zubeldia    | Trek          | s.t.     |
| 8    | Greg Van Avermaet  | BMC           | a 40"    |
| 9    | Giovanni Visconti  | Movistar      | s.t.     |
| 10   | Zdeněk Štybar      | Omega         | a 43"    |